# 越智友己
越智 友己（おち ゆうき、1990年11月1日 - ）は、日本の元俳優である。埼玉県出身。株式会社アイズに所属していた。

## 略歴
2011年に読者モデルとして活動。『CHOKi CHOKi』、『MEN'S NON-NO』、『smart』、『FINEBOYS』などのモデルを務めていた。
2012年、舞台『強盗銀行～GO TO BANK～』にて俳優デビュー。
2015年、東京ワンピースタワーで行われていた『ONE PIECE LIVE ATTRACTION』にサンジ役で出演。
2017年から2018年までに放送された、『仮面ライダービルド』の内海成彰役でレギュラー出演。
2020年12月31日をもって所属事務所の株式会社アイズを退所し芸能界を引退した。

## 人物
- 愛称は「おっちー」。
- ディズニーが好きで、好きなキャラクターはプルート。
- 特技はサッカー（中学三年間前橋市代表）・バスケットボール。
- 趣味はマンガ・料理・サッカー観戦（横浜F・マリノス [5] のサポーター）。
- テイルズシリーズのファン。
- 2015年3月から2016年4月に出演していた東京ワンピースタワーライブアトラクションのキャスト仲間とスイーツ部を結成、部長を務めている。
- 暑がりなため、夏が苦手。

## 出演

### 舞台
- FLYD BALL 企画プロデュース公演 Vol.2『強盗銀行～GO TO BANK～』（2012年10月4日 - 7日、明石スタジオ）
- 翠組midorigumi 第4回公演『ぼうずキッチン』（2012年12月25日 - 30日、シアターグリーン BOX in BOX THEATER）
- 翠組midorigumi 第5回公演『ライク・マイ・ファーザー』（2013年4月2日 - 7日、シアターグリーン BASE THEATER）
- 萬屋錦之助一座 十一月番外公演 ざ☆よろきん×翠組midori-gumi『ごとり』（2013年10月31日 - 11月4日、シアターグリーン BASE THEATER）
- キタムラ印【裏】『気ままなゴーストにご用心』（2014年4月23日 - 29日、ウッディーシアター中目黒）
- 遙かなる時空の中で5（2014年9月、再演：12月、全労済ホール／スペース・ゼロ） - 桐生瞬 役
- 東京ワンピースタワー『ONE PIECE LIVE ATTRACTION "Welcome to TONGARI Mystery Tour"』（2015年3月 - 2016年4月、東京タワー） - サンジ 役
- 美男高校地球防衛部LOVE!活劇!（2016年3月10日 - 13日、zeppブルーシアター六本木） - 鬼怒川熱史 役[6]
- ディスグーニーPresents 第三弾『Sin of Sleeping Snow』（2016年6月9日 - 12日、zeppブルーシアター六本木） - 真田昌輝 役
- 遙かなる時空の中で5 風花記（2016年8月11日 - 21日、全労済ホール／スペース・ゼロ） - 桐生瞬 役
- 10・Quatre Vol.12『今、一太刀 ～赤穂浪人傳～』（2016年12月21日 - 25日、両国シアターX） - 岡野金右衛門包秀 役
- 桜龍（2017年3月31日 - 4月5日、CBGKシブゲキ!!） - 五十嵐要 役
- からくりサーカス ～真夜中のサーカス編～（2019年1月10日 - 20日、新宿FACE） - ギイ・クリストフ・レッシュ 役
- 暁の帝～朱鳥の乱編（2019年6月13日 - 23日、シアターグリーン BIG TREE THEATER） - 高市皇子 役
- Starry☆Sky on STAGE（2019年7月10日 - 15日、 品川プリンスホテル クラブex） - 金久保誉 役 ※怪我のため降板[7]
- からくりサーカス ～デウス・エクス・マキナ（機械仕掛けの神）編～（2019年10月10日 - 19日、新宿FACE） - ギイ・クリストフ・レッシュ 役[8]
- おおきく振りかぶって / おおきく振りかぶって秋の大会編 ダブルヘッダー特別公演（2020年2月14日 - 24日、サンシャイン劇場） - 高瀬準太 役

### テレビドラマ
- 実験刑事トトリ2 第3回（2013年10月26日、NHK総合）
- よろず占い処 陰陽屋へようこそ 最終話（2013年12月17日、関西テレビ・フジテレビ系） - クレープ屋 役
- 仮面ライダービルド（2017年9月3日 - 2018年8月26日、テレビ朝日） - 内海成彰[9] [10]/ ナイトローグ / 仮面ライダーマッドローグ 役
- 歌舞伎町弁護人 凛花 第8話（2019年6月9日、BSテレ東） - 桜井真治 役

### ウェブドラマ
- 声感★ラブメッセージ 第7話（2013年、BeeTV）
- キス×Kiss×キス～Last chapter of Love～「3cmのキス」「ケンカ後のキス」（2014年、BeeTV）
- 仮面ライダービルド 〜ハザードレベルを上げる 7つのベストマッチ〜（2018年2月5日 - 3月12日、東映特撮YouTube Official） - 内海成彰 / ナイトローグ / ヘルブロス 役

### スマホドラマ
- 恋シチュ「Barカウンターで背伸びして」[11] 全20話＋シークレット動画[12]（2019年、アニメBeans）
- 恋シチュ「探偵さんと依頼人」[13] 全20話＋シークレット動画（2019年、アニメBeans）
- 今シチュ「越智友己」[14] 全20パターン（2019年、アニメBeans）

### 映画
- すべては君に逢えたから（2013年11月22日公開）
- クローズEXPLODE（2014年4月12日公開）
- メタルカ METALCA（2014年5月17日公開）
- StartingOver（2014年10月26日・28日、第27回東京国際映画祭にて公開）
- 劇場版 仮面ライダービルド Be The One（2018年8月4日公開） - 内海成彰 役

### オリジナルビデオ
- ROGUE（2018年3月28日 - 9月12日） - 内海成彰 役
- ビルド NEW WORLD
  - ビルド NEW WORLD 仮面ライダークローズ（2019年4月24日） - 内海成彰 役[15]
  - ビルド NEW WORLD 仮面ライダーグリス（2019年11月27日） - 内海成彰 / 仮面ライダーマッドローグ 役[16]

### ライブ配信
- 越智友己と深澤大河の「メジャー22」[17]（2019年4月7日・5月8日・8月26日、ON STAGE）
- Mission in B.A.C[18]（2019年11月7日、LINE LIVE）

### CM
- KIRIN 氷結「夏の氷結篇」（2013年）
- 江崎グリコ「smile.Glico篇」（2014年）

### MV
- 吉川晃司「SAMURAI ROCK」（2013年、監督：大友啓史）

### ゲーム
- 仮面ライダーバトル ガンバライジング（2018年7月12日、アーケード） - 仮面ライダーマッドローグ / ナイトローグ（内海） 役
- 仮面ライダーバトル ガンバレジェンズ（2023年、アーケード） - 仮面ライダーマッドローグ / ナイトローグ（内海） 役

### イベント
- 越智・丸目・村上 ファンミーティング[19]（2017年6月3日、発明会館ホール）
- 大見魁冴主催「かいごおり」[20][21]（2019年6月2日）

### その他
- しまむら Kappaモデル[22]